# Donald Davidson
Donald Davidson (6. března 1917, Springfield, Massachusetts - 30. srpna 2003, Berkeley, Kalifornie) byl americký filosof, představitel analytické filosofie a filosofie jazyka.

## Život
Vystudoval literaturu a filosofii na Harvardu, kde se seznámil a natrvalo spřátelil s logikem a filosofem Willard van Orman Quinem. Od roku 1941 - s přestávkou v letech 1942-1945, kdy sloužil ve válečném námořnictvu - přednášel filosofii na Harvardu, od roku 1947 na Queens College v New Yorku, v letech 1951-1967 na Stanfordově univerzitě a od roku 1967 v Princetonu. Od šedesátých let patřil mezi nejznámější nejen americké filosofy své doby. Roku 1981 přešel na univerzitu v Berkeley v Kalifornii, kde žil až do své smrti. Mezitím však také hodně cestoval, byl hostujícím profesorem v mnoha zemích a roku 1995 získal čestný doktorát filosofie v Oxfordu.

## Myšlení a dílo
Davidson byl ovlivněn zejména Quinem, ale také Platónem, Kantem, Whiteheadem a Wittgensteinem. Věnoval se nejrůznějším filosofickým disciplínám a logice, středem jeho pozornosti však byla teorie rozhodování a jednání, kde zastával názor, že příčinou jednání je záměr, úmysl jednajícího (tzv. kauzální teorie jednání). Těmto tématům věnoval práce Decision-making: An experimental approach (Rozhodování: experimentální přístup, 1957), Actions, reasons and causes (Jednání, důvody, příčiny, 1963), Agency, freedom to act (Činnost, svoboda jednat, 1970) a Essays on actions and events (Eseje o jednání a událostech, 1980).
Dále se věnoval filosofii jazyka a sémantice, a to v pracích Truth and meaning (Pravda a význam, 1967), On saying that, semantics for natural languages (Když řeknu toto, sémantika pro přirozené jazyky, 1970), Inquiries into truth and interpretation (Zkoumání o pravdě a interpretaci, 1984), The structure and content of truth (Struktura a obsah pravdy, 1990) a The Socratic concept of truth (Sókratovské pojetí pravdy, 1992).